# Los DelTonos
Los DelTonos es un grupo de rock formado en 1986 en Muriedas, Cantabria. 

## Historia
La banda comenzó siendo un trío, con Hendrik Röver como único guitarrista, además de Chewis Herrero al bajo y Juanjo Velasco a la batería. 
Empiezan como banda de instituto en el INB Camargo el nombre de Adrenalina. En distintos momento se denominan Los Impostores, Destripaterrones, 68 Pulgadas, Los Sextones.
En 1986 participan con el nombre Los Deltonos en el concurso cántabro Marejada 87, lo ganan junto a Melopea y La Burla y registran tres temas ("Más de mil millas", "Cuenta hasta tres" y "Sin dudar") en el recopilatorio del concurso("Oleada discográfica formada por grupos de Cantabria y producida por Proa Records").
Tras ganar el concurso y la visibilidad que ello supone deciden conservar el nombre.
Graban su primera maqueta de cuatro temas ("Me gustas", "Qué podríamos hacer", "Siempre pensé" y "(Creo que) He vuelto a beber") que se convierte en 1989 en "Los DelTonos", su primer EP.
Grabado en los estudios IBIOSÓN de Santander (Cantabria) y producido por su amigo José Mª Soto (32 Interior)
En 1989 Juanjo deja el grupo y la batería pasa a Mon Castellanos (quien tocaba con Hendrik en Los Nada, apenas disueltos).
En abril de 1990 editan "Tres hombres enfermos"( La Fábrica Magnética) , su primer LP e inician la gira "Tour Enfermo", que recorre península e islas. "(Soy un) Hombre enfermo" es el himno de esta gira y sigue siendo el primer acierto de la banda.
Su creciente popularidad les lleva a crear su propio club de seguidores llamado "Club Enfermo". Este club llega a tener cerca de 5000 "socios", que tienen su propio "carnet de enfermo" y a los que se informa ( por carta postal) de noticias relacionadas con el grupo. La dificultad logística y el semi-parón por sus cuitas judiciales entre 1992 y 1996 les lleva a parar la iniciativa. 
Antes de publicar su segundo LP, grabado en noviembre de 1991, inician una gira de versiones, el "Best R&B Tour", homenaje a sus influencias (Albert Collins, Albert King, Fabulous Thunderbirds, ...) del que se registra un sencillo homónimo de dos temas ("Snatchin' It Back" de Clarence Carter y "Ko Ko Blue" de ZZ Top).
En 1992 publican "Bien, mejor"(DRO/East West) , su esperado segundo álbum, evolución, marca de la casa, del rhythm and blues al power blues. Comienzan la gira "Tour Enfermo II (La recaída)". 
En julio de 1992 Iñaki García sustituye a Mon en la batería. A pesar de que un problema judicial entre el grupo y La Fábrica Magnética provoca la retirada del disco apenas dos meses después de su publicación y con más de veinte mil copias vendidas, la banda sigue adelante.
Tras varios años de litigios judiciales con La Fábrica Magnética llegan a un acuerdo y graban y editan su tercer larga duración "Ríen Mejor" (Virgin-1996)
La evolución personal y musical durante los cuatro largos años sin grabar hacen que este nuevo disco con sonidos mucho más duros y más cercano al funk-metal se reciba con cierta perplejidad sobre todo entre la vertiente más purista de su audiencia, que no acaba de entenderlo. Además, no es posible ignorar que la inercia conseguida con "Bien Mejor" se ha visto considerablemente frenada en estos cuatro años de sequía discográfica.
En 1996 Chewis Herrero deja el grupo y se incorpora Sergio "Tutu" Rodríguez. El grupo gira incesantemente pero un cierto cansancio y un incierto horizonte comercial hacen que el grupo vaya languideciendo durante el final de la década de los 90.
En 2003 con la formación renovada con la incorporación de Pablo "Z" Bordas (Bajo) y Fernando Macaya (Guitarra, Coros) editan "Sólido" (DRO-2003) que supone la vuelta a la discográfica de su segundo disco. Grabado en Estudios Garate (Andoaín/Guipúzcoa) con Kaki Arkarazo como técnico de sonido supone sin duda una modernización del sonido de la banda hacia un enfoque más mainstream. Incluye "Horizonte Eléctrico", una adaptación de la canción "Sweet Louisiana Sound" de los americanos Billy Pilgrim. En un principio DRO se esfuerza en promocionar esta canción pero cuando llega el momento del empujón definitivo la discográfica ha perdido el interés. Aún y así, Horizonte Eléctrico sea probablemete una de sus canciones más conocidas. 
La larga relación de Röver con la música de raíces americana (Country, Bluegrass, etc.) y el comienzo de la explosión de lo que se ha acabado llamando "americana" le llevan a escribir el disco más calmado e introspectivo de Los Deltonos hasta ese momento:
"GT" (GuitarTown/Dro - 2005). GT se graba a caballo entre Estudios Garate (de nuevo, aunque solamente para grabar las baterías con Haritz Harreguy como técnico) y el aún incompleto estudio de Röver en Muriedas, Cantabria "Guitar Town Recordings". Desde éste momento, todos los discos de Los Deltonos se grabarán en Muriedas. El disco es muy bien recibido y marca el comienzo de la recuperación del público perdido y el establecimiento de una nueva base de seguidores que ya no ha dejado de crecer. GT incluye canciones que se han convertido en clásicos como "Brindemos" o "Gasolina" y es el último disco que se edita en tándem con una multinacional. A partir de entonces: autoedición.
"Sixpack Vol.1" (Guitartown 2007) . En 2007 deciden hacer una encuesta entre sus seguidores con la preginta "¿Qué canción te gustaría oír interpretada por Los Deltonos?" La participación es masiva y después de varias votaciones y cribas graban 6 de las 10 canciones finalistas: "Rock and roll" (Led Zeppelin), "Los Rockeros Van Al Infierno" (Barón Rojo), "Dead Flowers" (Stones), "Sheena Is A Punk Rocker"(Ramones), "Septiembre" (Los Enemigos) y "Live Wire" de ACDC. Este disco sale originalmente en CD pero unos años más tarde Trilobyte Records lo reedita en vinilo 10".
"Buenos Tiempos"(Guitartown - 2008) El disco se ofrece a DRO pero el nulo interés de la compañía hace que se decidan por la autoedición.. Encargan la distribución del disco a la distribuidora Locomotive y la desaparición de ésta en circunstancias nunca bien aclaradas suponen la pérdida de todos los ingresos generados por ese concepto. El disco es bien acogido  y deja en la lista de canciones imprescindibles "Repartiendo" y sobre todo "Discotheque Breakdown", una canción que se ha convertido en fija en sus directos desde entonces. 
"La Caja De Los Truenos"(GuitarTown - 2011) supone su primer regreso a la edición en vinilo. Es quizás con "GT" el disco más "americana" de su discografía con canciones como "La caja de los truenos" o "Gasoil y Chocolatinas", en donde las letras narrativas adquieren un protagonismo especial. "No por nada" es la que acaba manteniéndose más tiempo en el directo.
En 2012, pensado en principio como interludio hasta el siguiente disco completo editan "Saluda Al Campeón", un mini LP de 6 canciones entre las que destacan "El Blues de M", una diatriba dedicada al entonces presidente del gobierno. Incluye también la soulera "Cierra Al Salir" y "Saluda Al Campeón" que es la que se queda en el set habitual.
"Salud" (GuitarTown-2015). Este disco empieza a grabarse en septiembre de 2014 pero los tiempos de fabricación de vinilo empiezan a eternizarse y el disco finalmente no se publica hasta agosto de 2015. 
En septiembre de 2015 justo antes de iniciar la gira de presentación de "Salud!" Iñaki García decide abandonar la formación y su lugar tras la batería lo ocupa Javi Arias
"Sixpack Vol2" (GuitarTown-2017) . En 2017 deciden por segunda vez hacer a sus seguidores la pregunta de "¿Qué canciones te gustaría oír tocadas por Los Deltonos?. Después de varias cribas las que más votos tienen y acaban en el disco son: "Orgullo" de Las Grecas, "Centro De Gravedad Permanente" de Franco Battiato, "La Memoria Del Extranjero" de Los Marañones, "Han Caído Los Dos " de Radio Futura, "No Se Vende El Rock And Roll" de Leño y "El Corazón Es Un Animal Extraño" de Los Ilegales. También se graba "Tatoo´d Lady" de Rory Gallagher pero por cuestión de concepto, que sean todas en castellano, queda fuera.
"Los Deltonos" (GuitarTown - 2018) Es el primer disco completo oficial tras la incorporación de Javi Arias a la batería, de ahí su homónimo título. 14 potentes canciones entre las que destacan "Sur", "Magia y la densa y extensa "Colisión".
"Fuego" (GuitarTown - 2019) incluye 13 nuevas canciones. Destacan la antifascista "Águila", "Correcto", la sátira política "Vergüenza", el homenaje a Little Feat "Doctor" y la relajadamente funky "Limpio". En estas dos últimas colabora con Hammond y Piano el teclista Mikel Azpiroz, que ya grabara con la banda en 1996 en "Ríen Mejor".
En marzo de 2021 editan "Craft Rock" (GuitarTown) un disco pesado y rugoso con un reenfoque del sonido y la composición hacia el riff y ese blues rock pesado que les identificaba en sus comienzos pero con el peso y la contundencia de tres décadas de experiencia. 12 canciones escritas por Röver durante el confinamiento de 2020 debido al Covid-19. La instrumentación espartana que las canciones necesitan hace que el disco no se grabe de forma coral como los anteriores, ya que básicamente es la plasmación en alta fidelidad de las demos grabadas en casa durante el confinamiento.
En julio de 2021 Röver decide renovar la formación. El grupo vuelve a su formación original de trío con la reincorporación de Sergio "Tutu" Rodríguez al bajo. 
En abril de 2022 se edita "HO HO HO" (GuitarTown 2022), su primer doble en directo. Las 22 canciones se graban el 25 de diciembre de 2021 durante el concierto de Navidad, tradición que la banda lleva repitiendo desde 2012. Para celebrar este aniversario, casi la mitad del disco lleva sección de metales (Miguel Herrero - Trompeta y Nadir Ibarra - Saxo) y en dos de ellas está invitada la guitarra de Marcos Quevedo.  
En noviembre de 2022 se edita "96", un EP en formato 10"/45rpm en el que la banda reinterpreta con sonido, visión y actitud de 2022 cuatro canciones de su disco "Ríen Mejor"(Virgin/1996). Las canciones reiterpretadas son "Lo Dije Bien" con la colaboración vocal de Sergio Martos de los Schizophrenic Spacers, "Puedo Morir En Cualquier Momento", "27" y "País Bocazas"
En marzo de 2023 se edita "Mueve!", el primer disco completo de estudio de la renovada formación. Lo componen 12 canciones más un bonus track. Los sngles que se extraen son "Pedagogía", "La Reina Del Adiós" y "Porque Dudaste".
El 17 de Junio tocan en el "Fillmore Huertano" de Elda/Petrer (Alicante) y casi por accidente el concierto se graba. La escucha posterior de las pistas sorprende al grupo por la limpieza de la grabación y la intensidad de la ejecución y deciden editar su segundo doble en directo en menos de dos años: "en el FILLMORE" (GTR021) que sale al mercado el 1 de septiembre de ese mismo año.
El 10 de abril de 2024 se edita "Evolución" (GTR022). Es su álbum número 20 en 38 años de carrera. Es un disco especial porque se compone de canciones nunca editadas de Hank, ese grupo paralelo de Los Deltonos que estuvo en activo desde 1995 hasta 2000. Los Deltonos regraban 8 de las 10 canciones que lo componen y las otras dos están mezcladas partiendo de las demos originales, con la formación original ( Iñaki García a la batería y Bernie Bustillo al bajo además de Hendrik Röver a la Guitarra y Voz)
Intentar definir su estilo musical más allá de "grupo de Rock" es arriesgado pues cualquier definición supone simplificar demasiado dada la gran cantidad de influencias y matices que hay en sus composiciones. En sus comienzos se les consideró acertadamente un grupo de Rhythm and blues pero han ido cambiando y evolucionando con cada nuevo trabajo, incorporando todos los diferentes sonidos y sonoridades de raíces americanas evolucionando hacia un rock que podría encuadrarse a ratos en el género conocido como Americana, pero manteniendo siempre un sonido propio y característico marcado por el estilo personal y virtuoso a la guitarra de Hendrik y las letras siempre en castellano de sus composiciones.
A lo largo de su extensa carrera, Hendrik Röver ha compaginado Los DelTonos con otros proyectos musicales donde dar salida a sus muy diversas influencias musicales. En 1996 creó Hank, un trío de Power Pop que definió como "Turbo Pop" con el que sacó dos discos ("... A lo bomba!" en 1996 y "¡Dios mío, Larry... qué diablos es eso!" en 1999). En 2003 colabora con el grupo Sen en la tercera entrega de las Pil-Pil Sessions de la discográfica Metak.
En 2008 publicó su primer álbum en solitario "Esqueletos", un álbum casi exclusivamente acústico cercano al Bluegrass. En 2010 saca un segundo disco en solitario, "No temáis por mí", siguiendo los pasos de "Esqueletos". A partir de la gira de presentación de " No TemáisPor Mí " Hendrik se acompaña de los "Míticos GTs" (Goyo Chiquito al Contrabajo y Toño López-Baños a la Batería) y todos los discos desde entonces salen bajo el nombre de Hendrik Röver & los Míticos GTs
Editan "Oeste/Norte" (2013), "Incluye Futuros Clásicos " (2014) , "Fetén/Fatal" (2016) y en diciembre de 2019 "Vamos A Morir", un disco  que se aleja del Honky Tonk y el Americana hacia un sonido más cercano al blues primitivo.

## Miembros
La formación actual de Los Deltonos es:
- Hendrik Röver, guitarra, voz, etc. (1985-)

- Sergio "Tutu" Rodríguez, bajo eléctrico, coros (1996-1999, 2021-)

- Javi Arias, batería, coros (2015-)

Han pasado por Los Deltonos:
- Juanjo Velasco, batería (1985-1989)
- Chewis Herrero, bajo eléctrico (1985-1996)
- Mon Castellanos, batería (1989-1992)
- Iñaki García, batería (1992-2015)
- Pablo "Z" Bordas, bajo (1999-2021)
- Fernando Macaya, guitarra, coros (2000-2021)

## Discografía

### Álbumes de estudio
| Año  | Título                 |
| 1990 | Tres hombres enfermos  |
| 1992 | Bien, mejor            |
| 1996 | Ríen mejor             |
| 2003 | Sólido                 |
| 2005 | GT                     |
| 2007 | Sixpack Vol. 1         |
| 2008 | Buenos tiempos         |
| 2011 | La caja de los truenos |
| 2012 | Saluda al campeón      |
| 2015 | Salud!                 |
| 2016 | Sixpack Vol.2          |
| 2017 | Los DelTonos           |
| 2019 | Fuego                  |
| 2021 | Craft Rock             |
| 2022 | Ho Ho Ho               |
| 2022 | `96                    |
| 2023 | Mueve!                 |
| 2023 | En El Fillmore         |
| 2024 | Evolución              |

### Otros álbumes
| Año  | Título                  |
| 1991 | Calamar                 |
| 1993 | Live Ego Trip (Directo) |

### Reediciones
| Año  | Título                |
| 2002 | Tres hombres enfermos |
| 2002 | Bien, mejor           |

### EP / Mini LP
| Año  | Título         |
| 1989 | Los DelTonos   |
| 2003 | On             |
| 2007 | Sixpack        |
| 2016 | Sixpack Vol. 2 |

### Sencillos / Promos
| Año  | Título                                                                                              |
| 1990 | Todavía no sabes mi nombre / Walking To My Baby                                                     |
| 1990 | (Soy un) Hombre enfermo / Culpable                                                                  |
| 1991 | Nada que hacer / No quiero nada                                                                     |
| 1991 | Escucha / Funk III                                                                                  |
| 1991 | Best R&B Tour '91 (Snatchin' It Back / Ko Ko Blue)                                                  |
| 1992 | Listo / Mary Had A Little Lamb (Directo)                                                            |
| 1992 | No puedo esperar / Calamar                                                                          |
| 1992 | Bien, mejor / Ego Trip                                                                              |
| 1992 | Nadie me conoce / Don't Burn The Bridge / Esperando a los chavales                                  |
| 1996 | A comer a casa                                                                                      |
| 1996 | A comer a casa / Gravedad / Butt Funkin'                                                            |
| 1996 | Lo dije bien / País bocazas                                                                         |
| 1996 | 27                                                                                                  |
| 1996 | Listo / El último número                                                                            |
| 1996 | Lo que se te viene encima (Sampler)                                                                 |
| 2003 | Horizonte eléctrico                                                                                 |
| 2003 | Se acabó / Odio mi oficio (versión semi-acústica)                                                   |
| 2003 | Rayo / Rayo (vers. original) / Rayo (vers. semi-acústica) / Rayo (vers. alternativa)                |
| 2005 | Circunvalación / Circunvalación (vers. acústica) / Guitar Town / Circunvalación (videoclip)         |
| 2006 | Mareas (edición radio) / Brilla el cromo                                                            |
| 2008 | Repartiendo / Revolución (vers. alternativa) / Esta vez (vers. alternativa) / Ahora mismo (inédita) |

### Álbumes en directo
| Año  | Título                                                                                           |
| 1992 | Albert & The Blue Kings                                                                          |
| 1995 | Los DelTonos en ZZ's Top                                                                         |
| 2016 | En la Burbuja, Castellón (19/02/2016) (sólo en línea)                                            |
| 2022 | HO HO HO (Doble en directo grabado el 25/12/2021 en el Escenario Santander)                      |
| 2023 | En el Fillmore (Doble en directo grabado el 17/06/2023 en el "Fillmore Huertano" en Elda/Petrer) |

### Hank (en paralelo)
| Año  | Título                                  |
| 1996 | ... A lo bomba!                         |
| 1999 | ¡Dios mío, Larry... qué diablos es eso! |

### Hendrik Röver (en solitario)
| Año  | Título                                              |
| 2008 | RPM 2008 (Barnsongs)                                |
| 2008 | El espíritu de Buck Owens (Sencillo)                |
| 2008 | Esqueletos                                          |
| 2009 | RPM 2009                                            |
| 2010 | No temáis por mí                                    |
| 2010 | Hendrik Röver & la West Bluegrass Band              |
| 2012 | Demos                                               |
| 2013 | Hendrik Röver & The Pilgrim Rose cantan             |
| 2013 | Norte / Oeste (Doble LP)                            |
| 2014 | Perdido en la traducción (Versiones)                |
| 2014 | Incluye futuros clásicos                            |
| 2015 | En la Burbuja, Castellón (17/01/2015) (Directo)     |
| 2016 | RPM 2010 (El capitán)                               |
| 2016 | Fetén / Fatal                                       |
| 2017 | Un puñado de canciones (Versiones)                  |
| 2019 | Vamos a morir                                       |
| 2020 | Blues (Versiones)                                   |
| 2021 | Live at Viladecans Rock City (18/12/2020) (Directo) |